# 春日香音
春日香音（日文：かすがかのん、2003年11月1日—）生於日本東京都，女性童星，隸屬於日本電視台旗下的Nichi Park Productions。

## 電視劇
- 工作一姐（2007年、日本電視台）
- 小公主莎拉（2009年、TBS電視台）
- 武侍戰隊（2009年、朝日電視台）
- 彩虹閃耀夏之戀（2010年、富士電視台）
- 小汪刑事（2011年、日本電視台、第2集）
- 海賊戰隊豪快者（2011年、朝日電視台）
- 假面騎士Fourze（2011年、朝日電視台）
- 失去名字的女神（2011年、富士電視台）

## 外部連結
- Nichi Park Productions的春日香音官方網站 （日語）
- 春日香音在互联网电影资料库（IMDb）上的資料（英文）